# Lilium habaense

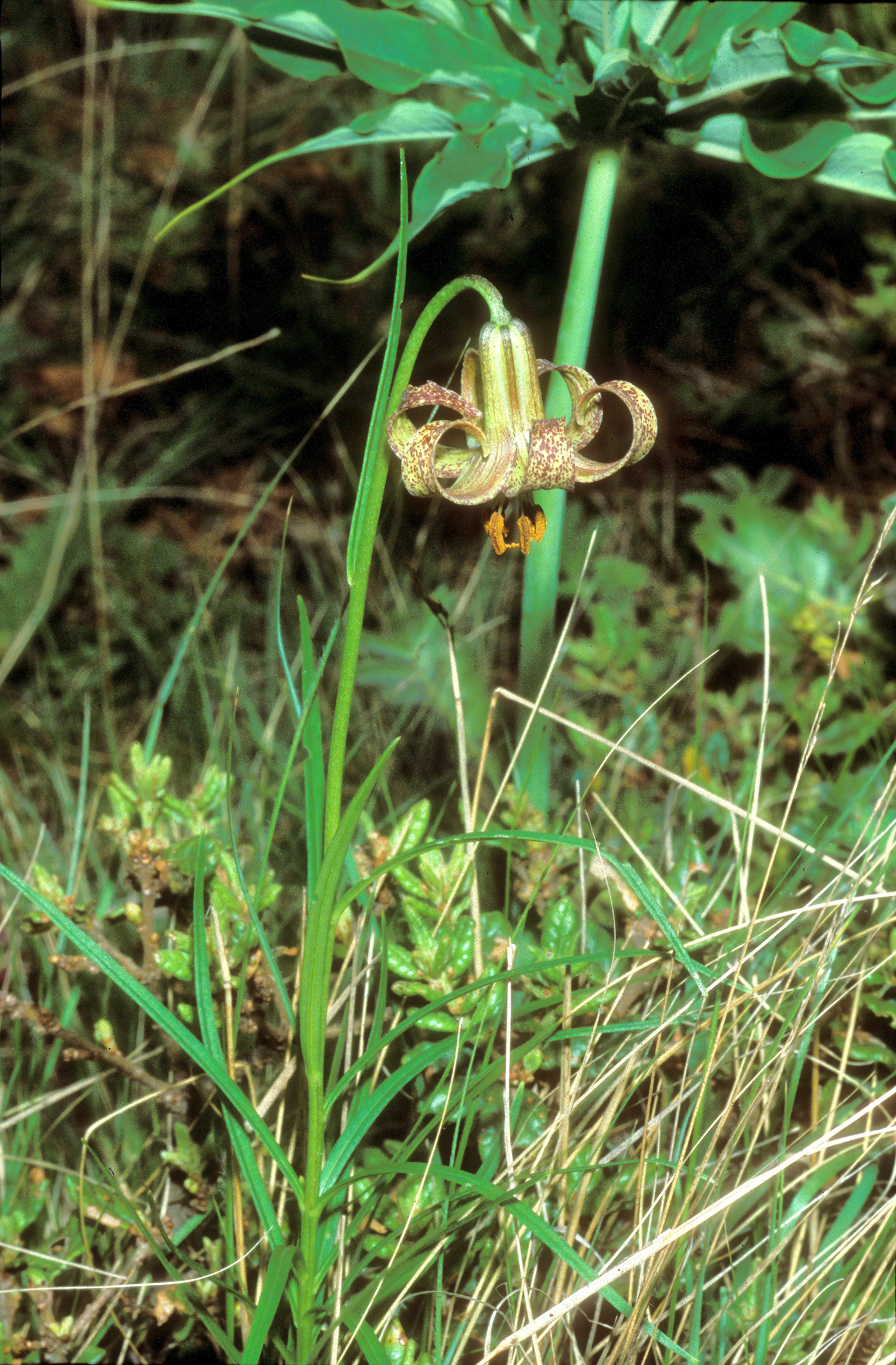
Lilium habaense na natureza.

Lilium habaense (em chinês: 哈巴百合) é uma espécie de planta com flor, pertencente à família Liliaceae. Foi descrita pela primeira vez em 1986.
É uma planta herbácea perene que atinge 45-60 centímetros. É endêmica na República Popular da China com ocorrência na província de Yunnan. Elas são encontradas nas rochas das encostas das montanhas.